# Václav Bolemír Nebeský

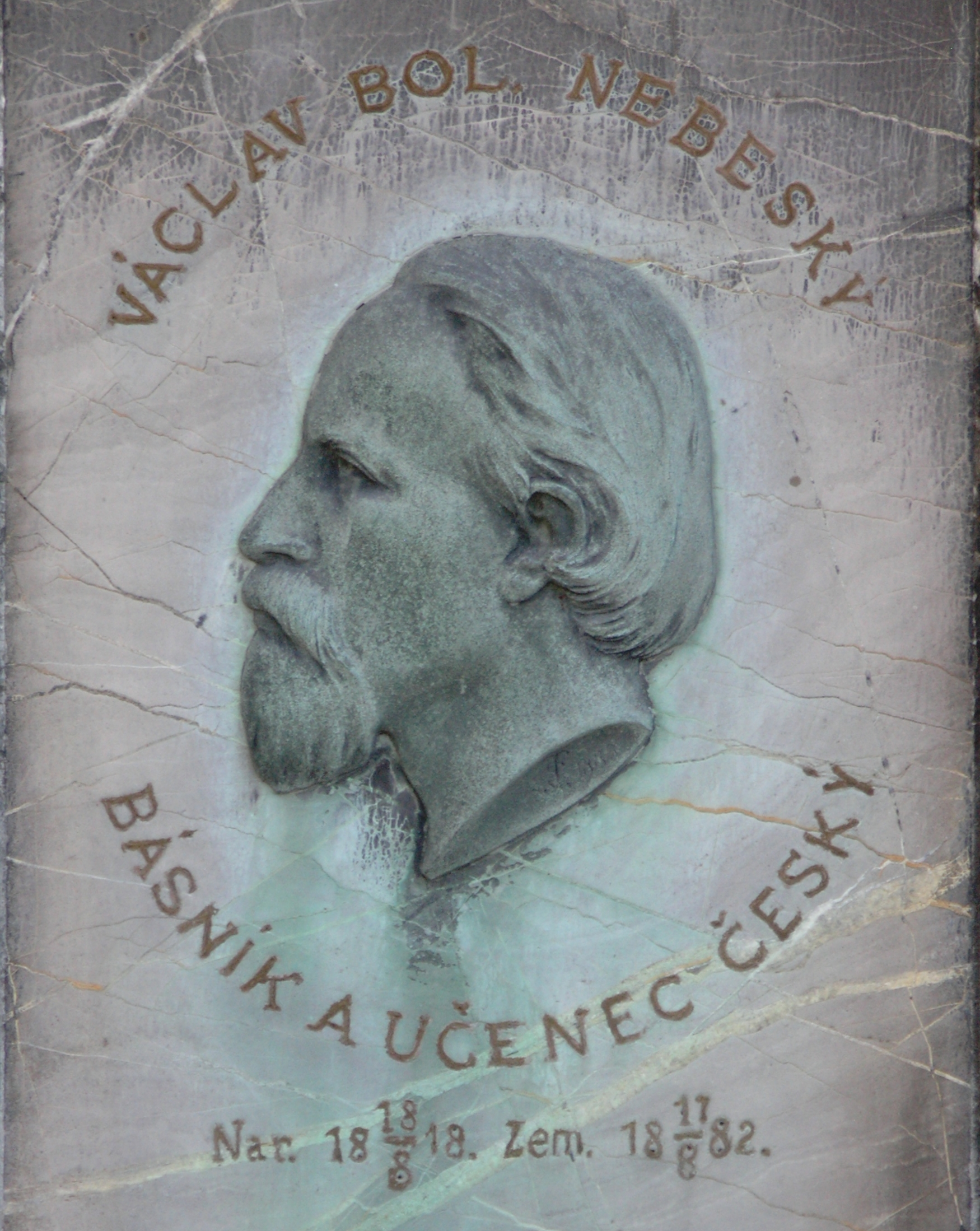
Václav Bolemír Nebeský (Vyšehradský hřbitov)

Václav Bolemír Nebeský (18. srpna 1818 zaniklý statek Nový Dvůr u Jestřebice – 17. srpna 1882 Praha) byl český obrozenecký básník, literární historik, publicista a překladatel. Byl přítelem a snad i milencem spisovatelky Boženy Němcové.

## Život
Nebeský se narodil v roce 1818 v rodině Václava Nebeského na statku čp. 70 v Novém Dvoře, asi 2 kilometry severně od Kokořína. Po dědečkovi z matčiny strany zdědil hospodářskou usedlost čp. 21 v obci Jestřebice, kde měl domovské právo až do 60. let. Studoval a maturoval na německém litoměřickém gymnáziu, kde se mimo jiné naučil latinsky a řecky. Poté od roku 1842 začal studovat filozofii, filologii a medicínu na Karlo-Ferdinandově univerzitě v Praze.
Ve 20 letech se dostal mezi české vlastence a přijal vlastenecké jméno Bolemír. Po nedokončených studiích žil čtyři roky ve Vídni a pak se stal domácím učitelem. V tomto období psal Listy z Vídně, které zasílal do časopisů Květy a Česká včela. Tyto listy jsou označovány za první pokusy o fejetony.
Po návratu do Prahy v roce 1846 se ihned zapojil do českého kulturního života. Stýkal se s tehdejšími významnými představiteli české kultury jako byl Boleslav Jablonský, Josef Kajetán Tyl, Karel Jaromír Erben, Karel Havlíček Borovský, Karel Sabina. V letech 1846-1852 pracoval jako vychovatel v rodině Jana Norberta z Neuberka, spoluzakladatele Českého muzea. Jeho nejbližším přítelem byl vlastenec a rolník z Katusic u Mladé Boleslavi Jan Krouský, který Nebeského finančně podporoval a podnikal s ním občasné výlety po Čechách i blízkém zahraničí. Od roku 1843 byl intimním přítelem Boženy Němcové.
Během revolučního roku 1848 byl politicky aktivní. Působil jako člen Národního výboru, podílel se na přípravě a jednáních Slovanského sjezdu. Ve volbách roku 1848 byl zvolen na rakouský ústavodárný Říšský sněm. Zastupoval volební obvod Benátky nad Jizerou v Čechách. Uvádí se jako redaktor, spisovatel. Patřil ke sněmovní pravici.
Jako poslanec Říšského sněmu se zúčastnil vídeňského a kroměřížského zasedání. Názorově stál blízko F. Palackému a K. Havlíčkovi Borovskému. Krátce působil i v redakci v Národních novinách. O událostech roku 1848 napsal v článku Od 11. března do 11. června (ČČM 1848).
V roce 1849 se na filozofické fakultě Karlo-Ferdinandovy univerzity v Praze habilitoval z dějin řecké a české literatury, ale nevěnoval se univerzitnímu přednášení. Po roce 1850 se stal redaktorem Časopisu Českého musea, kde působil až do roku 1861. V roce 1851 se stal sekretářem Českého muzea a správcem muzejní pokladny, tuto funkci opustil ze zdravotních důvodů až roku 1874.
Václav Bolemír Nebeský zemřel v Praze roku 1882 a byl se všemi poctami pohřben na Vyšehradském hřbitově v Praze (hrob 5D-47).

### Vztah s Boženou Němcovou
S Boženou Němcovou se Nebeský seznámil v době jejího prvního pobytu v Praze, v roce 1842 a navázali intimní vztah.
Václav Tille v životopise Boženy Němcové uvedl, že se s Nebeským seznámila 8. února 1842 na českém bále na Žofíně. Zmínil se též o výletu do Šárky v druhé polovině března téhož roku, kde spolu dlouze hovořili (a kde básník požádal budoucí spisovatelku, aby napsala báseň – vydáno 5. dubna 1842 v Květech pod názvem Ženy české), a o dalších společných vycházkách. Po prázdninách roku 1842, kdy se Nebeský rozhodl pokračovat ve studiu ve Vídni, strávil několik dnů u Němcových a po hostině na rozloučenou 3. října 1842 Prahu opustil. Němcová po rozchodu onemocněla, též došlo k jejímu výstupu s manželem, se kterým se později usmířila.
Ještě v roce 1847 nechala Němcová v dopise Karlu Havlíčku Borovskému Nebeského pozdravovat.
Podle Jaroslavy Janáčkové je nutno tento vztah si spíše domýšlet, protože korespondence se nezachovala.

## Rodina
Václav Nebeský byl dvakrát ženatý. Poprvé se oženil u sv. Jiljí v Praze roku 1852 s Elisabetou Jungmannovou (1823–1855) z Litoměřic, s níž měl syna Václava (* 1853).
Roku 1859 se oženil podruhé, vzal si Terezii Fastrovou (1834–1896) z Třebáně. Vnuk Václav Nebeský patřil k prvním českým historikům moderního umění.

## Dílo
Patřil k významným osobnostem druhé generace českého národního obrození. O jeho zásluhách o rozvoj české literatury se s uznáním vyslovoval např. František Palacký, Pavel Josef Šafařík, v pozdější době pak Vítězslav Hálek, Jan Neruda, Jaroslav Vrchlický či Jakub Arbes.
Nebeského básně jsou spíše filozofickými reflexemi nad životem a jeho smyslem, dějinami a jejich směřováním a přírodním děním. Z těchto básní je patrná orientace na filosofii, ve které spatřoval jednu „z nejpotřebnějších věd“, neodmyslitelnou součást národní vzdělanosti: „Zásluhy filozofie jen ten uzná, kdo oceniti chce a umí velké dary národu a lidstvu: vědomí sebe sama, pravdu, právo, mužnou samostatnost a světlo ducha. A to pravá filozofie vždy hájila.“ Moderní filozofii mu představovali na prvním místě např. Hegel.
V literární tvorbě ho ovlivnila především starořecká literatura, ze které také překládal, dále pak díla Goetha, Heina, Byrona a Puškina, z českých autorů především Karel Hynek Mácha. Protipólem básní byla jeho faktografická pozitivistická práce publicisty, dokumentátora a historika prvního půlstoletí Národního muzea. V letech 1850-1861 byl redaktorem „Časopisu Musea království Českého“, od roku 1851 sekretářem Muzea a od roku 1853 také tajemníkem „Matice české“. V 60. letech se podílel na programu a činnosti „Umělecké besedy“. Přispíval do Riegrova Slovníku naučného, v roce 1872 byl zvolen řádným členem Královské české společnosti nauk.

### Básně
- Píseň hrobní, první publikovaná báseň
- Protichůdci (1844), vzniklo v návaznosti na Máchův Máj, Nebeský dává v básnické konfrontaci zvítězit tomu, který v souladu s duchem dějin pomáhá orientovat svět na cestu pokroku.
- Drei neugriechische Gedichte für eine Singstimme mit Begleitung des Pianoforte = Tři novořecké básně pro jeden hlas s doporovdem piana, které zhudebnil Antonín Dvořák, opus 50 (1884)

### Odborné studie
Dále napsal několik odborných studií o starořecké kultuře, ve které viděl základ veškeré evropské vzdělanosti. Známé jsou také jeho studie o význačných dílech světové literatury publikované v Časopisu Musea království Českého (ČČM).
- Několik slov o filosofii, ČČM 1846
- Příspěvky k historii literatury české, Literatura lidu, Alexandreis česká, Mastičkář, ČČM 1847
- Od 11. března do 11. června, ČČM 1848
- Stará literatura česká, ČČM 1850
- W. Shakespeare, ČČM 1851
- Tragické básnictví Řeků, ČČM 1853
- O literatuře, ed. M. Heřman, 1953
- O španělských romancích, ČČM 1856
- Calderon de la Barca, ČČM 1858
- Aristarchus redivivus (1858)
- O novořeckém národním básnictví, ČČM 1863
- Kalevala, čudské národní epos, ČČM 1866/4
- Dějiny Musea Království českého, 1868

### Překlady
Mimo vlastní tvorby se věnoval překladům řeckých a španělských dramat a básní. Významné jsou především jeho překlady Aischyla, Aristofana, z římské literatury přeložil např. Plauta.
- Aristofanés: Acharnští (1849), Rytíři (1850), Žáby (1870)
- Aischylos: Prométheus (1862), Eumenidy (1862)
- Novořecké národní písně (1864)
- Kytice ze španělských romancí (1864), s Josefem Čejkou
- Publius Terentius Afer: Bratří (1871)
- Plautus: Pleníci (1873).
- Básně (2005). ISBN 80-7106-598-6.